# Luciano Modica
Luciano Modica (4 de janeiro de 1950 – 4 de maio de 2021) foi um político italiano. Ele serviu como senador entre 2002 e 2006.